# Lernanthropus pomatomi
Lernanthropus pomatomi är en kräftdjursart som beskrevs av R. Rathbun 1887. Lernanthropus pomatomi ingår i släktet Lernanthropus och familjen Lernanthropidae. Inga underarter finns listade i Catalogue of Life.